# Гориція (провінція)
Провінція Гориція (італ. Provincia di Gorizia) — провінція в Італії, у регіоні Фріулі-Венеція-Джулія.
Площа провінції — 466 км², населення — 142 035 осіб.
Столицею провінції є місто Гориція.

## Географія
Межує з провінцією Удіне на заході, з провінцією Трієст на півдні, з Словенією на сході, і з Адріатичним морем на півдні.